# Ушоты
Ушоты — село на западе Хилокского района Забайкальского края России, в составе сельского поселения «Закультинское».

## География
Село расположено на линии Забайкальской железной дороги, находится на правом берегу реки Хилок, в 68 км от города Хилок , и в 386 км от города Читы

## История
В конце XIX — начале XX века в этой местности жили буряты, затем возник переселенческий участок, появилось постоянное поселение русских.
В 1991 в селе работали отделение совхоза «Сосновский», Дом культуры, библиотека, фельдшерский пункт.

## Население
| 2010 | 2021 |
| ---- | ---- |
| 173  | ↘163 |